# بيارن بيترسن (لاعب كرة قدم)
بيارن بيترسن (بالدنماركية: Bjarne Petersen)‏ هو لاعب كرة قدم دنماركي في مركز الهجوم، ولد في 5 أبريل 1952 في الدنمارك في مملكة الدنمارك. لعب مع كوبنهاغن بولدكلوب.